# Los Brujos
«Los Brujos» (с исп. — «Чернокнижники») — аргентинская рок-группа, относящаяся к «Новой Аргентинской» рок-сцене и ставшая успешной в конце 80-х годов и первой половине 90-х.

## Участники
- Габриэл Гуэрриси (гитара)
- Фабио Пастрелло (гитара)
- Александро Алачи (вокал)
- Квико Лид (барабаны)

Бывшие участники:
- Рикки Руа (вокал)
- Габриэл Манэлли (бас-гитара)
- Сержио Морено (бас-гитара)[1]

## Стиль
«Los Brujos» — экспериментальная группа, сочетающая звуки ритма 1960-х и хардкор 1980-х. Кроме того, их театральные представления, где музыканты создавали вокруг себя особую атмосферу, сделали Los Brujos очень визуально очаровательной рок-группой.

## Первые работы
У Los Brujos был успешным 1992 год: сингл «Kanishka!» из альбома «Fin de Semana Salvaje» («Savage Weekend») стал хитом. Рифф данной песни для своей композиции «Very Ape» позаимствовала известная гранж-группа Nirvana, что коллектив, в частности Дэйв Грол, барабанщик группы, ни в коем образе не отрицал.
Продюсер Дэниел Мелеро, который занимался продюсированием группой, решил оставить звучание альбома как неорганизованную наивность подростковой группы. И так данный альбом группы стал считаться одной из их лучших работ.
San Cipriano 1993 года стал ещё одним сильным выступлением группы, что укрепило их статус. В последующие два года Los Brujos выступали на сцене с такими музыкантами, как Nirvana, Soda Stereo, Babasónicos и Beastie Boys.

## Guerra de nerviosи распад
В записи их третьего альбома «Guerra de Nervios» 1995 года участвовали такие музыканты, как Густаво Серати, Даниэль Мелеро и Aitor из Juana la Loca. Это был диск с потрясающей продукцией, напоминающей лучшие научно-фантастические фильмы.
После десяти лет совместной жизни Los Brujos объявили о своем расставании в 1998 году. Когда одна из главных групп этого движения ушла, их распад был воспринят как конец периода новой аргентинской рок-музыки и начало доминирования пригородных рок-групп в конце 90-х и начале 2000-х.

## Возвращение
В конце 2013 года в Интернете стали распространяться слухи о воссоединении коллектива. Огромная группа фанатов требовала возвращения группы в течение почти двух десятилетий, и, наконец, их желания были выполнены. 7 апреля 2014 года Los Brujos выпустили новый сингл под названием «Beat Hit» и объявили о выпуске нового альбома (Despierta Cronopio). Таким образом, они начинают писать новую главу в аргентинской звуковой психоделической рок-сцене.
Рикки Руа, вокалист Los Brujos, умер от рака в 2016 году.

## Дискография
- Fin de Semana Salvaje (1991)
- San Cipriano (1993)
- Guerra de Nervios (1995)
- Despierta Cronopio (2014)